# Asinaria
Asinaria (la Comedia de los asnos) es una obra de Plauto. Se considera que es una de las grandes obras de la literatura universal antigua y de la comedia romana. 
La datación de la obra es incierta, y se apunta a los años 206 y 211 a. C.; esa última fecha es la más plausible. El texto nos ha llegado con algunos vacíos que han supuesto problemas de reconstrucción de la trama, que en algunos aspectos parece contradictoria. El tema, el argumento y los personajes coinciden con los elementos pertenecientes a la comedia nueva. En el texto figura la frase «Lupus est homo homini, non homo, quom qualis sit non novit» («Lobo es el hombre para el hombre, y no hombre, cuando desconoce quién es el otro»). 

## Prólogo
El autor, con la ayuda del heraldo, que da un sonido de trompeta, atrae la atención del público y explica el origen del título de la comedia, y deja claro que se trata de un espectáculo divertido. Concluye esta parte inicial con un deseo a favor del dios Marte.

## Argumento
La acción se desarrolla en Atenas, cerca de la casa del anciano Deméneto y de la lenona Cleéreta. El viejo Deméneto, que vive sumiso a la voluntad de su acaudalada mujer, pretende ayudar económicamente a su hijo Argiripo, que, enamorado de la joven Filenio, hija de Cleéreta, desea recibir sus favores; Deméneto tiene el propósito de gozar él también de la moza. Con el favor del esclavo Leónidas, se apodera de lo obtenido por la venta de unos asnos. El joven libertino Diábolo, desengañado porque Filenio no le hace caso, denuncia la confabulación a Artemona, la rica esposa de Deméneto y madre de Argiripo, que los sorprende en un banquete en casa de la lenona.

Amanti argento filio auxiliarier sub imperio vivens volt senex uxorio. Itaque ob asinos relatum pretium Saureae numerari iussit servolo Leonidae. Ad amicam id fertur. cedit noctem filius. Rivalis amens ob praereptam mulierem, is rem omnem uxori per parasitum nuntiat. Accurrit uxor ac virum e lustris rapit.
Un viejo que vive bajo la férula de su mujer, quiere ayudar económicamente a su hijo, que está enamorado, y da orden de que se le entregue al esclavo Leónidas el precio de unos asnos que debía recibir Sáurea. El hijo entrega el dinero a su amiga y se la cede por una noche al padre. Un rival, desesperado de ver que le han quitado a la muchacha, se lo hace saber todo por medio de un
parásito a la mujer del viejo, que se presenta y se lleva al marido del burdel.
PLAUTO: La comedia de los asnos

## Personajes
Véase Personajes comunes de la comedia romana
Véase Personajes típicos de la comedia plautina
- El esclavo LÍBANO (LIBANVS SERVVS): siervo de Deméneto junto a Leónidas, corre de un lado a otro tratando de resolver los problemas de su amo. La personalidad de este esclavo es muy variada: puede ser autoritario con el otro esclavo, Leónidas, amable y obediente con el amo viejo, Deméneto, e ingenioso con el amo joven, Argiripo. Líbano resulta ser muy inteligente, de modo que Deméneto le confía la tarea de robarle dinero a su esposa.[12]

- El viejo DEMÉNETO (DEMAENETVS SENEX): esposo de la matrona, trata de complacer el deseo de su hijo Argiripo, pero a cambio de una cena con Filenio, la joven que desea el mozo. Amo de Líbano y de Leónidas, se acomoda al plan de este último y quiere tener éxito a toda costa. Consigue una cena con Filenio, pero será desenmascarado por su esposa y sufrirá un castigo.

- El joven ARGIRIPO (ARGYRIPPVS ADVLESCENS): hijo de Deméneto. Es el personaje principal de la comedia, un joven enamorado de una hermosa meretriz, amor que se ve obstaculizado por un rival.

- La lenona[13] CLEÉRETA (CLEARETA LENA): madre de Filenio. Es una mujer muy autoritaria que no le otorga a su hija la libertad ni a cambio de una suma inferior a la que ha solicitado. Aun así, está dispuesta a dejar a su hija durante un año a cambio de veinte minas[14] de plata.

- El esclavo LEÓNIDAS (LEONIDA SERVVS): siervo de Deméneto. Logra, con sabiduría y fortuna, apoderarse de las veinte minas de plata de un mercader.

- El MERCADER (MERCATOR): es de quien quieren obtener el dinero para su amo los dos esclavos.

- FILENIO (PHILAENIVM MERETRIX): meretriz. A su alrededor se construye toda la comedia. Demuestra un gran amor por Argiripo a pesar de la oposición de la madre de ella.

- El joven DIÁBOLO (DIABOLVS ADVLESCENS): antagonista, rival de Argiripo que quiere a toda costa a la meretriz. Al comienzo, hace con Cleéreta un pacto que, por la intervención de Líbano y Leónidas, no llegará a buen fin.

- El PARÁSITO[11] (PARASITVS): personaje divertido y malicioso, es el que le informa a la esposa de Deméneto de lo que estaba tramando éste.

- La matrona[9] ARTEMONA (ARTEMONA MATRONA): mujer de Deméneto. Es severa, de carácter fuerte, y, puesto que dispone de bienes materiales, manda ella más que su marido. Es esta una característica irónica de la obra, puesto que en la sociedad romana se esperaba que  el de carácter severo fuera el pater familias. Notamos aquí una inversión de roles de carácter cómico. Así, en la obra vemos que Artemona lleva a cabo un negocio, el de una venta de asnos, algo que era impensable en la sociedad romana, ya que era el hombre el encargado de realizar actividades comerciales.

## Escenarios
| Acto/Escena    | Escenario                                       | Personajes                                     |
| -------------- | ----------------------------------------------- | ---------------------------------------------- |
| Acto I         |                                                 |                                                |
| Primera escena | Casa de Deméneto                                | Deméneto, Líbano                               |
| Segunda escena | Fuera de la casa de Cleéreta                    | Diábolo                                        |
| Tercera escena | Fuera de la casa de Cleéreta                    | Diábolo, Cleéreta                              |
| Acto II        |                                                 |                                                |
| Primera escena | En la calle a la plaza                          | Líbano                                         |
| Segunda escena | En la plaza                                     | Leónidas, Líbano                               |
| Tercera escena | En la plaza                                     | El mercader, Líbano                            |
| Cuarta escena  | En la plaza                                     | Leónidas, Líbano, el mercader                  |
| Acto III       |                                                 |                                                |
| Primera escena | Fuera de la casa de Cleéreta                    | Cleéreta, Filano                               |
| Segunda escena | En la calle a la plaza                          | Líbano, Leónidas                               |
| Tercera escena | Fuera de la casa de Cleéreta                    | Argiripo, Filano, Líbano, Leónidas             |
| Acto IV        |                                                 |                                                |
| Primera escena | Fuera de la casa de Cleéreta                    | Diábolo, Parásito                              |
| Segunda escena | En el camino a la plaza                         | Diábolo, Parásito                              |
| Acto V         |                                                 |                                                |
| Primera escena | Dentro de la casa de Cleéreta                   | Argiripo, Deméneto, Filano                     |
| Segunda escena | En la calle de Cleéreta, en la casa de Cleéreta | Artemona, Parásito, Deméneto, Argiripo, Fileno |